# Phong trào khí hậu

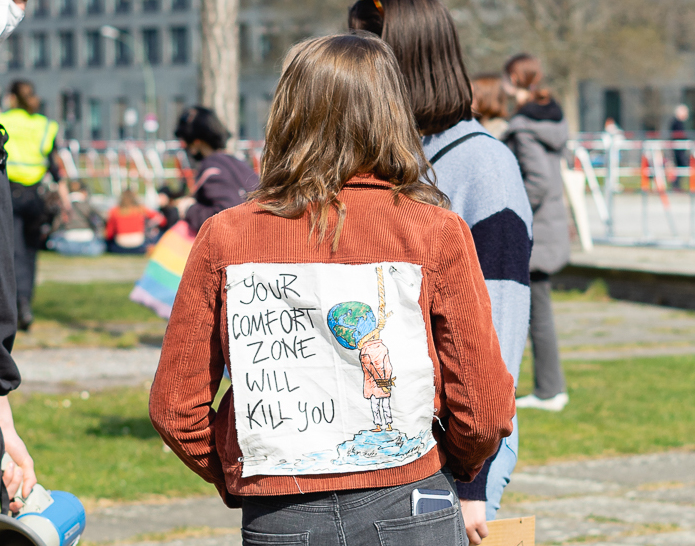
Một khẩu hiệu bảo vệ môi trường

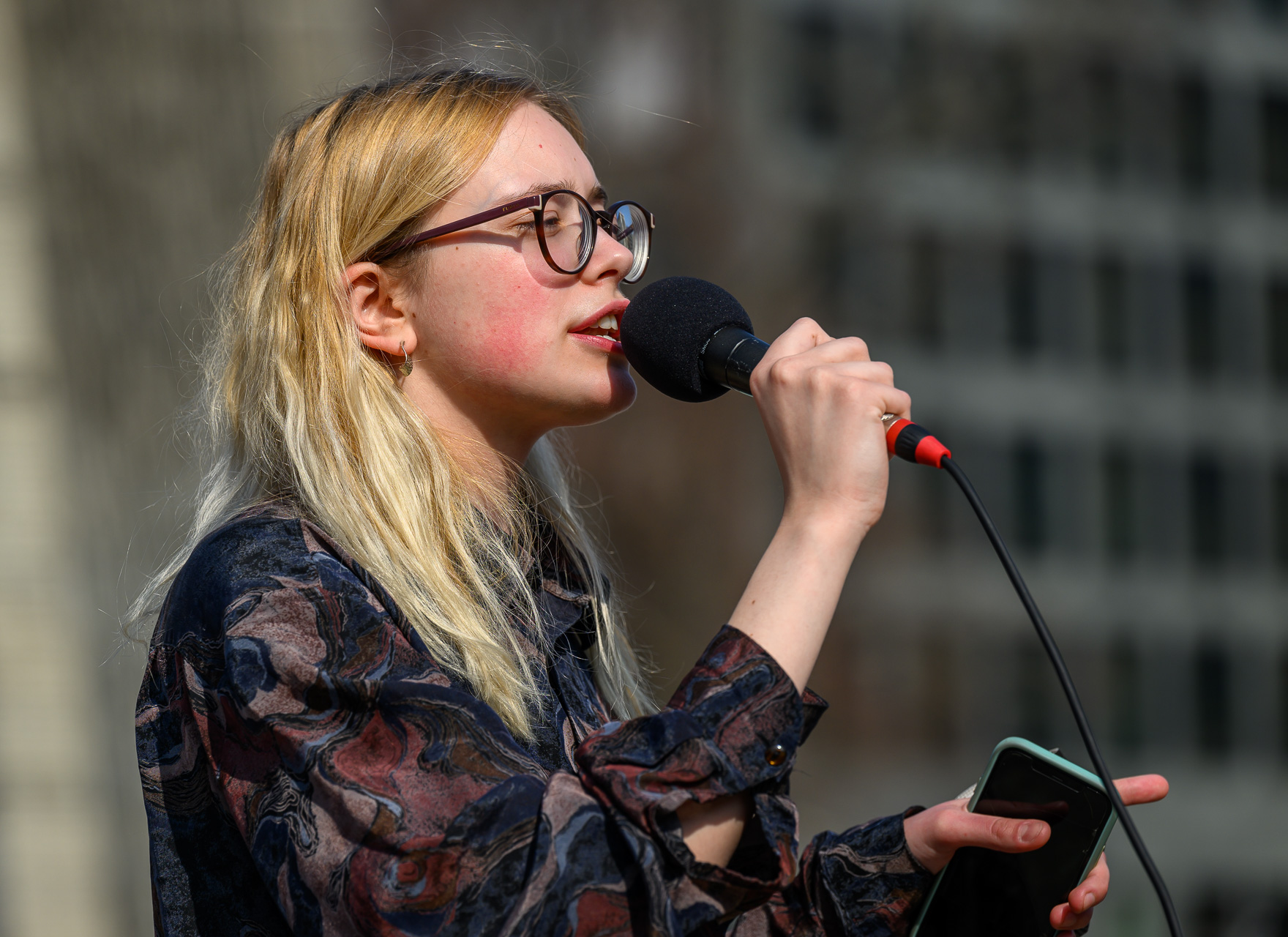
Một nhà hoạt động môi trường ở Đức

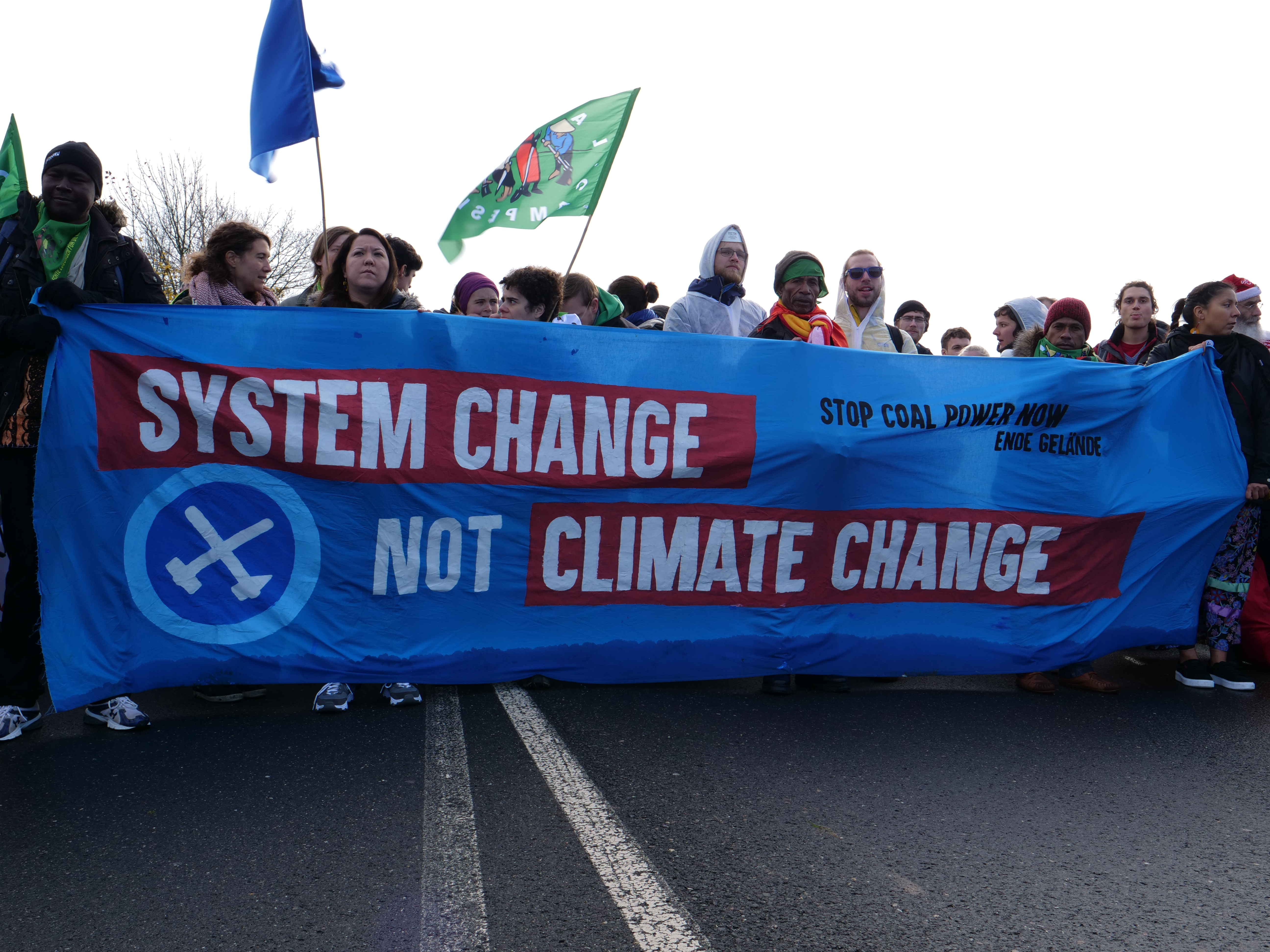
Biểu ngữ "Thay đổi hệ thống, không thay đổi khí hậu" tại Ende Gelände 2017 tại Đức.

Phong trào khí hậu là tập hợp của các tổ chức phi chính phủ tham gia hoạt động liên quan đến các vấn đề biến đổi khí hậu. Nó là một tập hợp con của phong trào môi trường rộng lớn hơn, nhưng một số người coi nó như một phong trào xã hội mới vì phong trào này đưa ra phạm vi, sức mạnh và các hoạt động của riêng nó.

## Lịch sử
Phong trào khí hậu đã phát triển nhanh chóng trong những thập kỷ đầu tiên của thế kỷ 21, bắt đầu là một trong nhiều nguyên nhân của phong trào môi trường. Hoạt động liên quan đến biến đổi khí hậu bắt đầu từ những năm 1990, khi các tổ chức môi trường lớn tham gia vào các cuộc thảo luận về khí hậu, chủ yếu trong khuôn khổ UNFCCC. Trong những năm 2000, một số tổ chức đặc thù về khí hậu đã được thành lập, như 350.org, Energy Action Coalition và Global Call for Climate Action.